# Hassan Al Imam
Hassan Al Imam, né le 6 mars 1919 à Mansourah et mort le 29 janvier 1988 au Caire, est un cinéaste égyptien. Au cours de sa carrière, il met en scène quelque cent deux longs métrages. En raison de ses grands succès dans le cinéma égyptien, il a reçu de nombreux titres, notamment celui de réalisateur à succès et de faiseur de vedettes,,. Trois de ses films ont été sélectionnés dans la liste des 100 meilleurs films de l'histoire du cinéma égyptien,.

## Filmographie

### Acteur
- 1938 : Le Docteur
- 1940 : Dananir
- 1943 : La Vallée des étoiles
- 1944 : Amour et vengeance
- 1944 : Le Bonnet magique
- 1951 : La Raison du plus fort
- 1957 : Jamais je ne pleurerai
- 1958 : Amour brûlant
- 1958 : Le Cœur des vierges
- 1960 : Amour et adoration
- 1948 : Les Deux Orphelines

### Producteur
- 1952 : Qui est mon père ?
- 1953 : Amour dans les ténèbres
- 1954 : L'Ange injuste
- 1954 : La Confession d'une épouse
- 1955 : Le Corps
- 1960 : Amour et adoration
- 1962 : Les Péchés (ar) (Al khataya)
- 1968 : L'Une de ces filles
- 1970 : Appartement meublé
- 1971 : L'Amour défendu
- 1978 : Le paradis est à ses pieds
- 1980 : N'opprimez pas les femmes

### Réalisateur
- 1946 : Des anges en enfer
- 1947 : Les femmes sont des diablesses
- 1948 : Les Deux Orphelines
- 1948 : Une bonne réputation est préférable à la richesse
- 1950 : Victime des gens
- 1950 : La Joie des cœurs
- 1951 : La Raison du plus fort
- 1951 : Les Secrets des gens
- 1951 : Je suis d'une bonne famille
- 1952 : Coupe amère
- 1952 : Qui est mon père ?
- 1952 : La Colère des parents
- 1952 : Epoque étrange
- 1953 : Amour dans les ténèbres
- 1953 : La Boulangère
- 1953 : Le Marchand de scandales
- 1953 : De quel droit ?
- 1954 : Les Cœurs humains
- 1954 : La Confession d'une épouse
- 1954 : L'Ange injuste
- 1955 : Les Filles de la nuit
- 1955 : Le Corps
- 1956 : Lawahez
- 1956 : Adieux à l'aube
- 1957 : Jamais je ne pleurerai
- 1957 : Le Repaire des plaisirs
- 1957 : Le Grand Amour
- 1957 : Eghraa
- 1958 : Amour brûlant
- 1958 : Le Cœur des vierges
- 1958 : Awatef
- 1960 : Amour et adoration
- 1960 : La Séductrice des hommes
- 1960 : J'accuse
- 1960 : L'Argent et les femmes
- 1960 : Epouse de la rue
- 1961 : L'Elève
- 1961 : La Muette
- 1961 : Ma vie en est le prix
- 1962 : Les Péchés (ar) (Al khataya)
- 1962 : Deux Filles... un amour
- 1963 : Chafika la Copte
- 1963 : Le Passage des miracles
- 1963 : La Marchande de journaux
- 1963 : En marge de la vie
- 1964 : Les Mille et Une Nuits
- 1964 : L'Impasse des Deux-Palais (ar) (Bayn al Qasrayn)
- 1965 : Elle et les hommes
- 1965 : La Religieuse
- 1966 : Le Palais du désir
- 1966 : Lui et les femmes
- 1967 : La Grève des mendiants
- 1968 : La Négligente
- 1968 : L'Une de ces filles
- 1969 : L'Amour et l'argent
- 1969 : La Belle Aziza
- 1970 : Appartement meublé
- 1970 : Dalal l'Egyptienne
- 1971 : L'Amour défendu
- 1972 : Occupe-toi de Zouzou (ar) (Khali balak min Zouzou)
- 1972 : La Fille de Badia
- 1972 : Imtissal
- 1972 : Le Jardin du passé
- 1972 : Amour et orgueil
- 1973 : Une étape de ma vie
- 1974 : Bamba Kachar
- 1974 : La Souffrance sur des lèvres souriantes
- 1974 : Princesse de mon amour
- 1975 : J'aime celui-ci mais je veux celui-là
- 1975 : Badia Massabni
- 1975 : Et l'amour prit fin
- 1976 : La Plus Belle de tous les temps
- 1976 : Le Courlis a des lèvres
- 1976 : Il faut vénérer ses parents
- 1977 : La Fameuse Cause
- 1977 : La Prière des opprimés
- 1978 : Le paradis est à ses pieds
- 1978 : Amour sur un volcan
- 1979 : Le fils de qui est-il ?
- 1980 : N'opprimez pas les femmes
- 1981 : Du sang sur la robe rose
- 1982 : Layal
- 1985 : Le Monde de Dieu
- 1986 : L'Epoque de l'amour